# Patrick Bas
Pour les articles homonymes, voir Bas.
Patrick Bas est un footballeur français né le 29 juillet 1955 à Jeumont. 

## Biographie
Ce gardien de petite taille débute à Valenciennes, comme doublure de Jean-Paul Escale. 
L'arrivée de Christian Delachet au club de l'Escaut le pousse à aller jouer en Division 2 à Gueugnon puis Besançon. 
Il revient ensuite à Valenciennes où il devient le titulaire du poste pendant quatre ans. 
Il termine sa carrière au Racing Paris.

## Carrière de joueur
- 1973-1975 :  US Valenciennes Anzin (Division 1 et Division 2)
- 1975-1976 :  FC Gueugnon (Division 2)
- 1976-1977 :  RCFC Besançon (Division 2)
- 1978-1982 :  US Valenciennes Anzin  (Division 1)
- 1982-1985 :  RC Paris (Division 2 et Division 1)[1]

## Palmarès
- Vice-champion de France de D2 en 1975 avec l'US Valenciennes Anzin

## Sources
- Jacques Ferran et Jean Cornu - Football 1979, Les Cahiers de l'Équipe, 1978. cf. page 136.